# Vaccinium tallapusae
Vaccinium tallapusae là một loài thực vật có hoa trong họ Thạch nam. Loài này được (Coville ex Small) Uphof miêu tả khoa học đầu tiên năm 1936.